# Синя роза
Под името синя роза се разбира цвете от вида Роза (семейство Розови), което има тъмно син или синьо-лилав цвят получен чрез боядисване на бели рози. Въпреки че генетични ограничения не позволяват на вида да има син цвят, сините рози често са описвани в литературата и изкуството като символ на любовта, просперитета и безсмъртието. През 2004 г. учени използват генетична модификация, за да създадат рози, които съдържат син пигмент, но крайният цвят на получените рози е по-скоро пепеляво розов, отколкото син. Някои хибриди на рози известни като „сини рози“ са лилави, но не и сини.